# Руски истраживачки модул (ИСС)
Руски истраживачки модул (РМ) је руски део Међународне свемирске станице који обезбеђује потребне услове за спровођење научних експеримената и истраживања. Он је еквивалентан америчкој лабораторији Дестини. У саставу МСС ће бити један РМ. 
Један истраживачки модул и универзални модул за пристајање су отказани.
Истраживаћки модул ће бити саграђен до 2009. године када је предвиђено лансирање. (Овај распоред ће вероватно бити промењен због проблема са Шатлом).
Универзални модул за пристајање ће бити замењен са Вишенаменским Лабораторијским Модулом (за чију ће изградњу бити искоришћен резервни елемент ФГБ-2 Зора) који је планиран за лансирање у орбиту 2007. године.